# América (Argentina)
América es una ciudad de Argentina cabecera del partido de Rivadavia en el oeste de la provincia de Buenos Aires.
La ciudad fue fundada por Carlos A. Diehl el 16 de mayo de 1904 y para su centenario, en el año 2004, tenía 11 000 habitantes aproximadamente.
Está localizada en la región de la pampa húmeda, específicamente en las coordenadas 35°29′18″S 62°58′31″O / -35.48833, -62.97528, y se accede a ella mediante las Rutas Nacional 33 y Provincial 70. Por carretera dista unos 505 km de la ciudad de Buenos Aires y unos 567 km de La Plata, la capital provincial.

## Historia
El 14 de marzo de 1904 Carlos A. Diehl solicitó autorización al ministro de Obras Públicas provincial, Ángel Etcheverry, para crear un pueblo en terrenos de su propiedad ubicados en el partido de Trenque Lauquen, a la altura del kilómetro 471 del Ferrocarril Oeste, Ramal Lincoln a Meridiano V, donde ya se había emplazado una estación ferroviaria.
En su solicitud, Diehl explicaba que a los efectos de la fundación se había realizado una mensura de división y subdivisión de esos terrenos y se había "destinado ya el terreno para la plaza pública" y designado para edificios públicos "la mitad de la manzana N.º 38; los lotes 2 y 7 de la manzana 32; el lote 1 de la manzana 33", y "las quintas N.º 42 y 46, para potrero de policía y Cementerio Público", fracciones de tierra estas últimas que se compromete a ceder al gobierno provincial. También solicita que el nuevo pueblo se denomine Carlos A. Diehl. Diehl alega que la estación de ferrocarril dista 12 leguas de los pueblos más cercanos, Trenque Lauquen y General Villegas, por lo que cree que sería beneficioso tener un pueblo allí.
Finalmente, el 16 de mayo, con firma del gobernador Marcelino Ugarte y el ministro Etcheverry, se dicta una resolución autorizando la creación del pueblo Carlos A. Diehl y aceptando la traza propuesta.
Por estar situado junto a la estación América del Ferrocarril Oeste, el pueblo tomó luego esa denominación. Pero en 1910, la Ley provincial N.º 3.273, que creó el Partido de Rivadavia, determinó que el pueblo se llamaría Rivadavia a partir de ese momento. No obstante la población siguió siendo denominada por sus pobladores y vecinos como América.
Por tanto, el pueblo de América fue oficialmente conocido como Rivadavia durante 79 años, hasta que en 1989 se cambió el nombre oficial de la cabecera de partido a América para solucionar el problema.

## Población
Cuenta con 11,685 habitantes (Indec, 2010), lo que representa un incremento del 12 % frente a los 10 361 habitantes (Indec, 2001) del censo anterior.
| Gráfica de evolución demográfica de América entre 1960 y 2010 |
|                                                               |
| Fuente: censos nacionales del INDEC                           |

## Lugares

### Vivero municipal

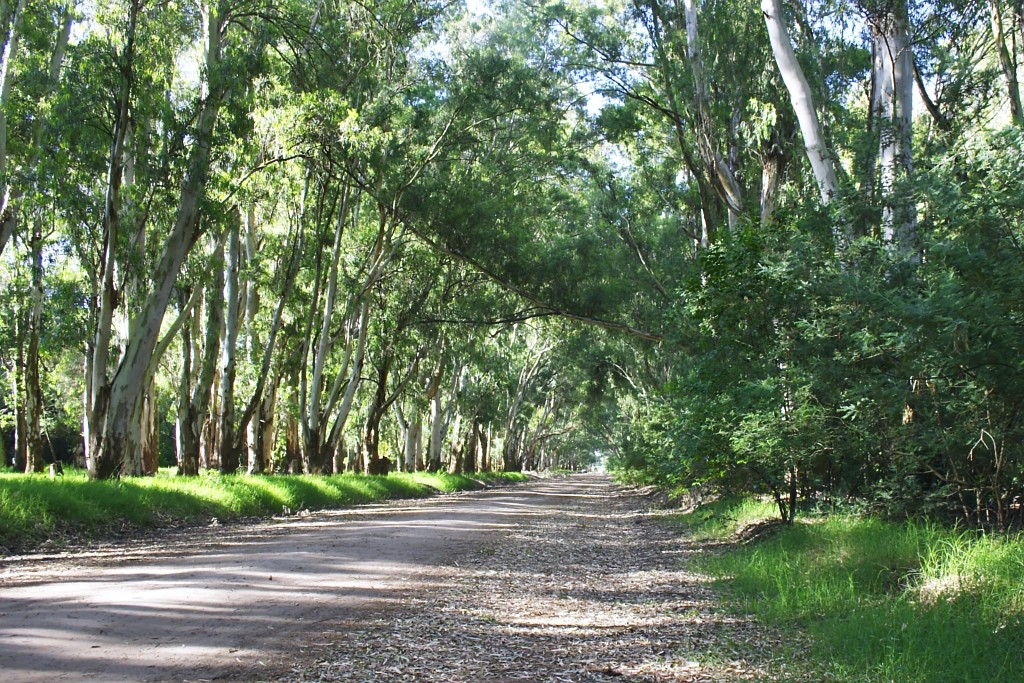
Una calle interna del vivero municipal.

El Vivero municipal Francisco Pascasio Moreno, creado en 1948, es un predio de 354 hectáreas ubicado al sur de la ciudad. Posee un bosque de más de 250 hectáreas de características únicas en la llanura bonaerense, siendo el más importante a nivel provincial en cuanto a la diversidad de especies vegetales.
Cuenta tanto con especies arbóreas exóticas como nativas. Algunas de ellas son: acacia blanca, acacia de Constantinopla, aguaribay, arce, casuarina, cedro del Himalaya, ciprés, enebro, eucalipto, fresno americano, lame, morera negra, naranjo de Luisiana, nogal negro, olmo, paraíso, pino, roble, seibo y tala.
Esta diversidad de plantas y árboles crea un buen microclima para la realización de actividades físicas, la recreación y el descanso. Dentro del predio hay lugares diseñados especialmente para acampar, con varias instalaciones como parrillas, mesas y baños.
Dentro del vivero también se encuentra el hipódromo municipal, en él se desarrollan carreras de trote, cuadrera y de galgos. También el vivero hospeda a una pista de motociclismo y karting.

### Complejo Ecológico de América

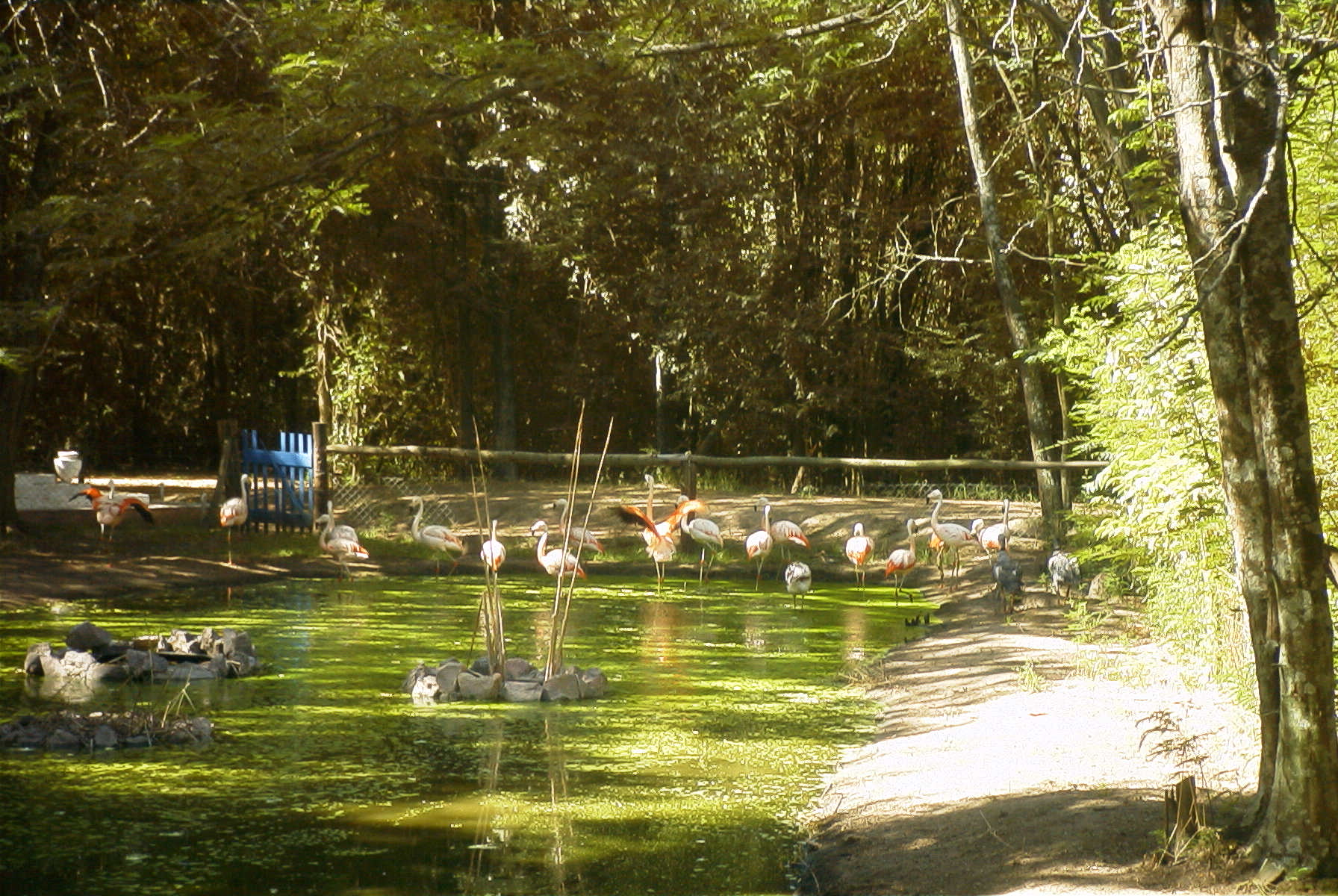
Zoo de América

El Complejo Ecológico de América es una ONG que se localiza dentro del vivero municipal, siendo un centro de cría de fauna y flora de unas treinta hectáreas donde además se puede encontrar una colección escultórica representativa de distintas civilizaciones.[1]
Comprende un recorrido a pie de con una extensión de 4.000 metros, tomando tres
horas una visita guiada. Algunas de las especies que se exhiben son:
- Aves: águila negra, carancho, chajá, cisne de cuello negro, cóndor andino, Jote Real, faisán de collar, faisán dorado, faisán plateado, flamenco, gallineta de Guinea, ganso, jote negro, loro barranquero, loro hablador, pato criollo.

- Mamíferos: asno, caballo, cabra, ciervo dama, león, lobo, llama, macaco rhesus, mono caí, mono carayá, oveja, papión sagrado, puma, zorro gris, zorro plateado, hipopótamo, oso.

- Reptiles: tortugas, lagarto overo, pitón, yarará, víbora de cascabel, coral

### Parque municipal
El Parque municipal es un predio ubicado al este de la ciudad que cuenta con árboles, lagunas, pileta de natación de estilo olímpico, cancha de fútbol 5, vóleibol, bochas e instalaciones para acampar como parrillas y mesas.

### Plaza Colón

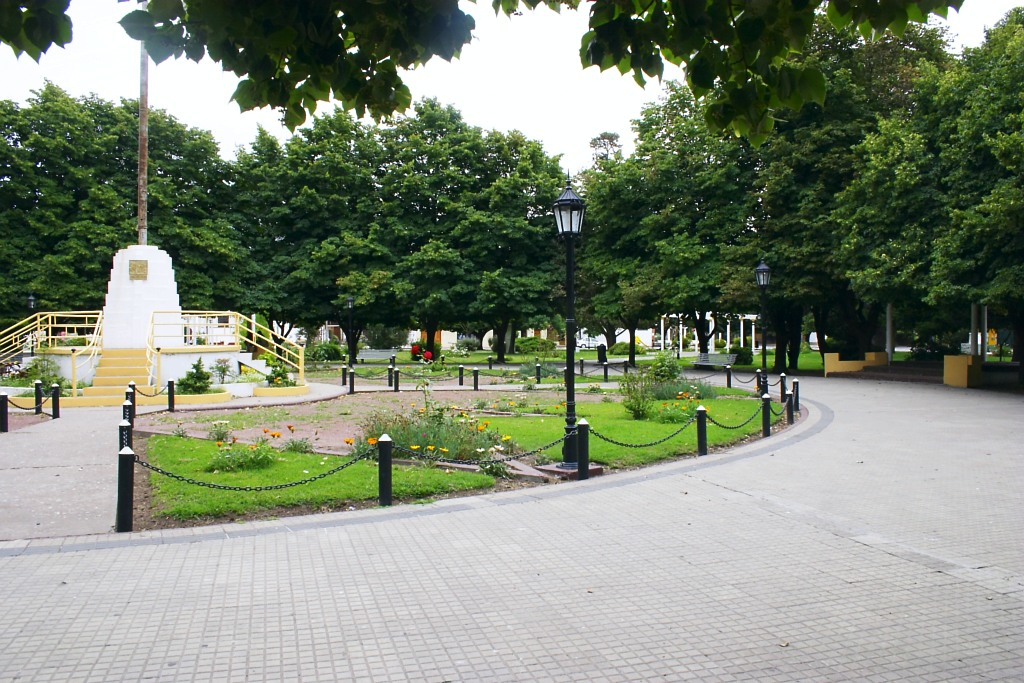
Centro de la plaza Colón.

La Plaza Colón es la principal de la ciudad, se ubica en el centro del casco histórico de la ciudad, y ocupa la manzana delimitada por las calles Rivadavia, Marcos Cachau, San Martín y Avellaneda. Su nombre es un homenaje a Cristóbal Colón.
Alrededor de la plaza se encuentran la comisaría, el palacio municipal, la iglesia, La escuela N.º 1, el Banco de la Provincia y el edificio del Banco Nación. Esta configuración que sitúa a los principales edificios públicos alrededor de la plaza es típica de muchas localidades de la provincia de Buenos Aires.

### Palacio municipal

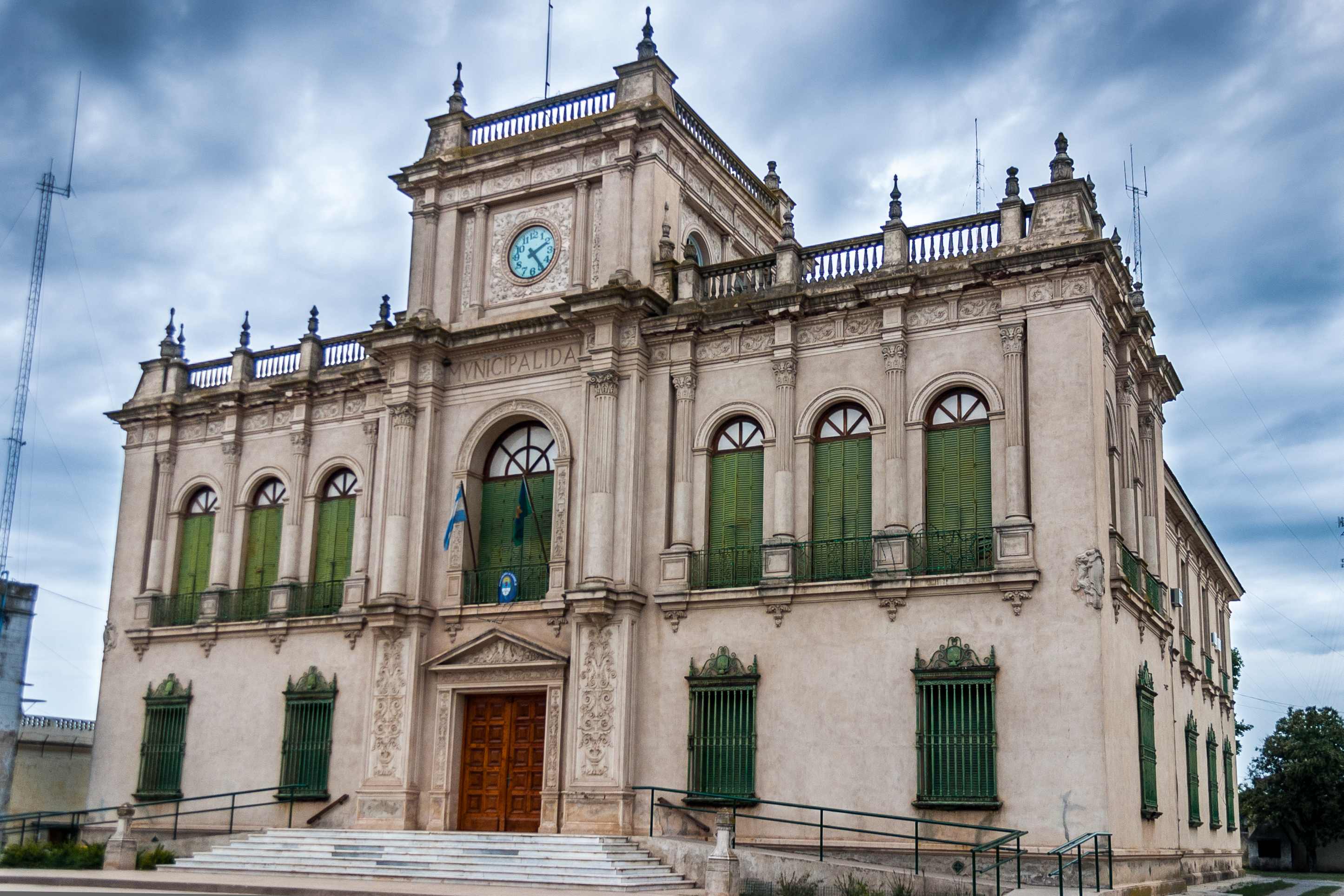
Palacio municipal.

El Palacio Municipal es la sede principal de las autoridades del partido. Está ubicado en la calle Marcos Cachau N.º 50, frente a la plaza Colón.
El diseño de este edificio estuvo a cargo del arquitecto Reyes Oribe, quien ganó la licitación para hacerse cargo de la obra durante la gestión del intendente Marcos Cachau. El acto de colocación de la piedra fundamental tuvo lugar el 20 de agosto de 1924, y contó con la presencia del por entonces gobernador de la provincia José Luis Cantilo y el Obispo de La Plata, Monseñor Francisco Alberti. La inauguración se realizó nueve años después, el 15 de octubre de 1933 con la presencia del gobernador Federico Martínez de Hoz, el diputado nacional Vicente Solano Lima y otras autoridades.

### Parroquia San Bernardo

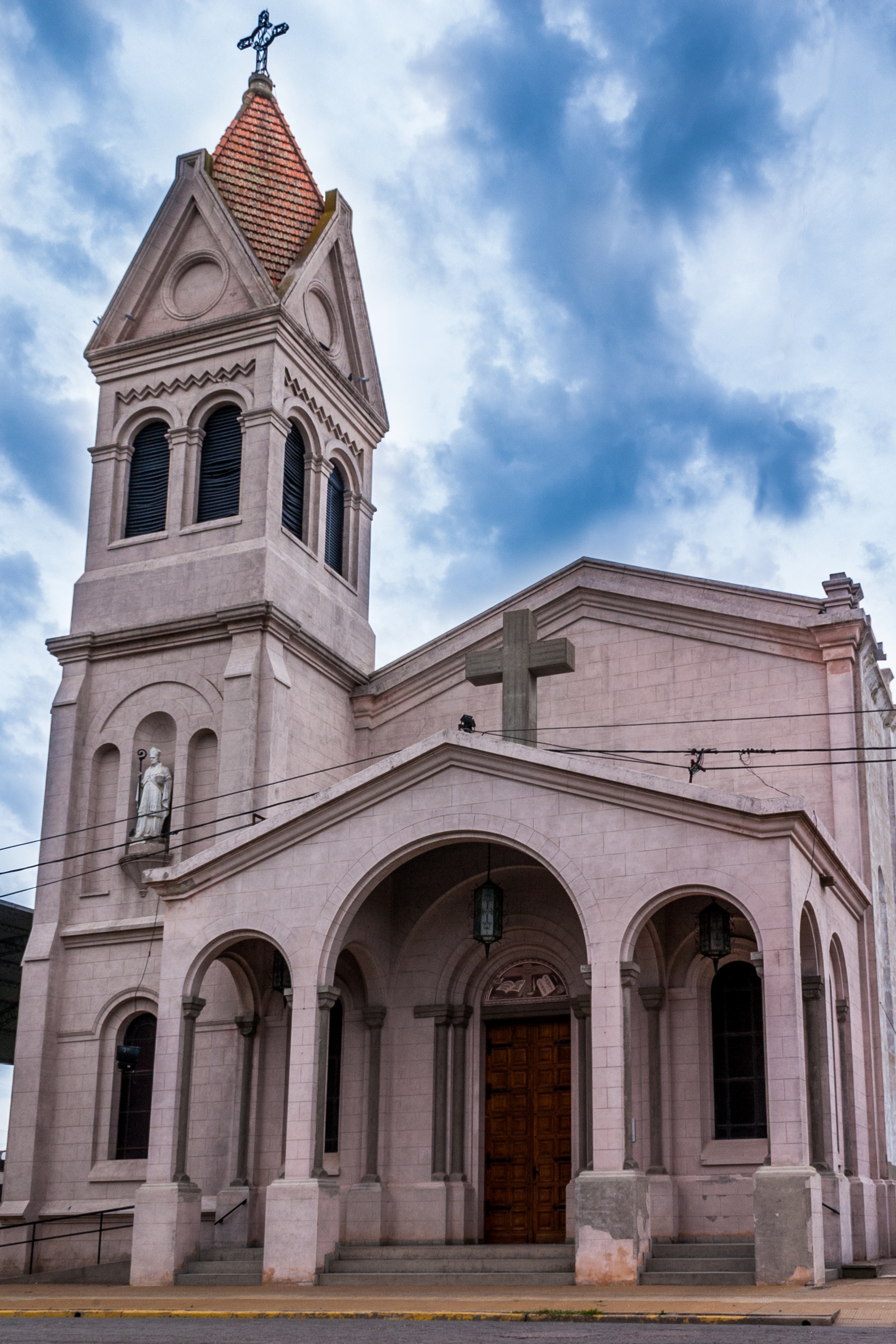
Parroquia San Bernardo.

La Parroquia San Bernardo se encuentra en la calle San Martín, frente a la plaza Colón.
Los trabajos de construcción de esta iglesia se iniciaron en noviembre de 1911, 7 años después de la creación del pueblo. La inauguración se produjo el 2 de marzo de 1913 y fue una Capellanía hasta el 31 de julio de 1920, donde se la ascendió a parroquia. Los principales impulsores de la obra fueron Bernardo Busso y Ana M. de Busso.

### Otros edificios públicos
- Banco de la Provincia de Buenos Aires: inaugurado el 9 de septiembre de 1929 en presencia del entonces gobernador de la provincia, Valentín Vergara. Se encuentra en la esquina de las calles San Martín y Marcos Cachau, frente a la plaza Colón.

- Banco de la Nación Argentina: inaugurado el 2 de noviembre de 1921. El edificio se sitúa en la intersección de las calles Marcos Cachau y Rivadavia, en frente de la Escuela N.º 1 y la plaza Colón.

- Biblioteca Popular Dr. Tomás Jofré: este edificio que aloja la biblioteca más importante de la ciudad se encuentra ubicado en la calle Mitre. Cuenta con una sala de informática, acceso a Internet, hemeroteca, pinacoteca, videoteca y sala de lectura. Su nombre es un homenaje al Dr. Tomás Jofré, quien fue escribano, abogado, diputado nacional, provincial y concejal, además de ejercer la docencia en la Universidad Nacional de La Plata.

- Centro Cívico: está ubicado en la calle Sarmiento. Edificio en funcionan varias dependencias públicas como el Registro Nacional de la Personas, los juzgados de Paz y de Faltas, Rentas de la Provincia de Buenos Aires, la Dirección de Prevención de Adicciones, el Consejo Escolar, el CIE, la Secretaría de Inspección Escolar y el Concejo Deliberante.

## Parroquias de la Iglesia católica en América
| Diócesis  | Nueve de Julio |
| --------- | -------------- |
| Parroquia | San Bernardo   |

Actualmente su Cura Párroco es Carlos Arive.